# Tronquoy
Tronquoy is een dorp in de Belgische provincie Luxemburg. Het ligt in Longlier, een deelgemeente van de stad Neufchâteau. Tronquoy ligt ruim drie kilometer ten noorden van het centrum van Longlier.

## Geschiedenis
Op het eind van het ancien régime werd Tronquoy een gemeente. In 1823 werden bij gemeentelijke herindelingen in Luxemburg veel kleine gemeenten samengevoegd en Tronquoy werd bij de gemeente Longlier gevoegd.

## Bezienswaardigheden
- De Église Saint-Raymond
- Een openbare wasplaats, in 1981 beschermd als monument.

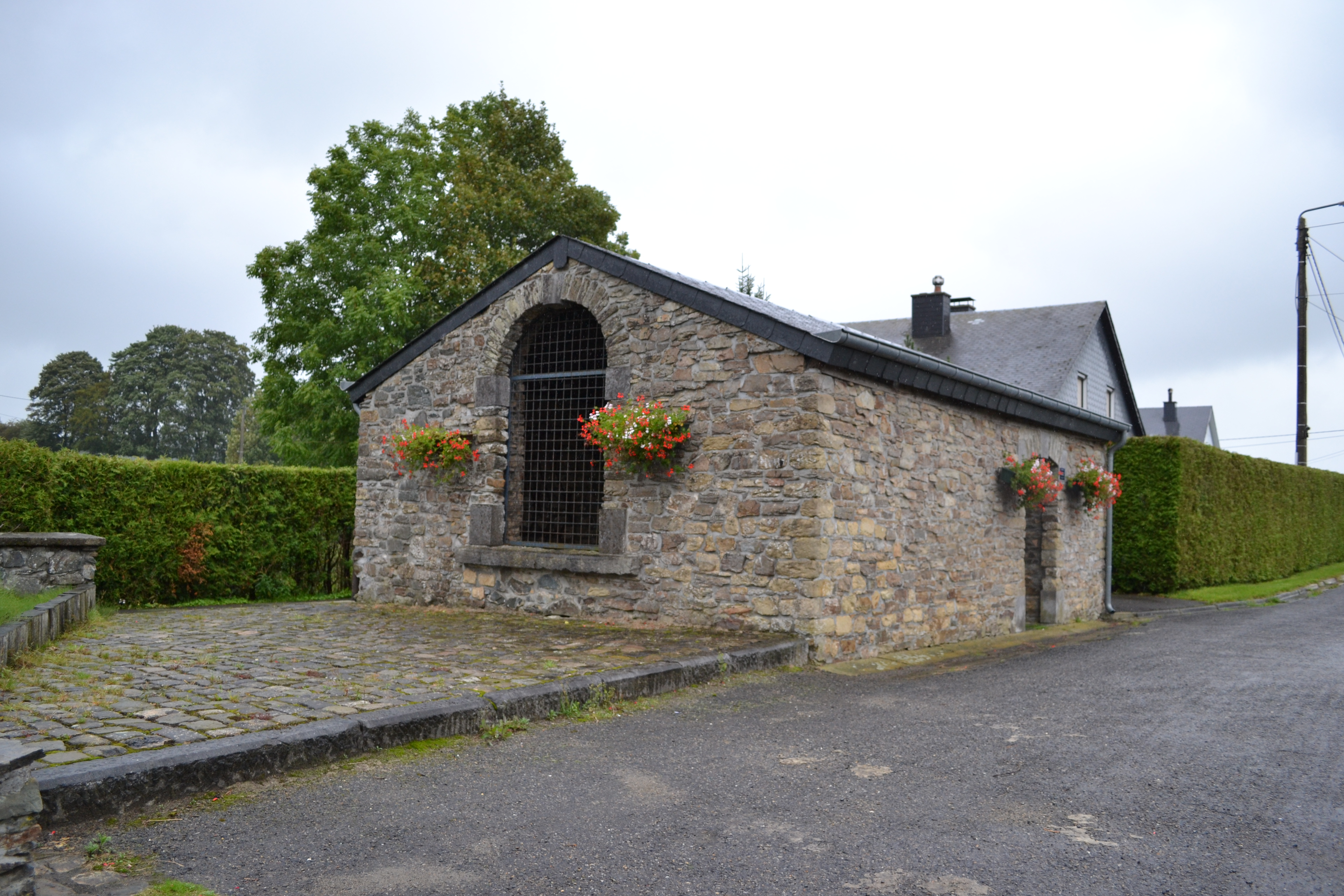
Beschermde wasplaats

Deelgemeenten: Grandvoir · Grapfontaine · Hamipré · Longlier · Neufchâteau · Tournay

Overige dorpen en gehuchten: Cousteumont · Gérimont · Harfontaine · Hosseuse · Lahérie · Le Sart · Marbay · Massul · Molinfaing · Mon-Idée · Montplainchamps · Morival · Namoussart · Nolinfaing · Offaing · Petitvoir · Respelt · Semel · Tronquoy · Verlaine · Warmifontaine 

Belgische gemeenten · Arrondissement Neufchâteau · Luxemburg · Wallonië